# Trioza neolitseacola
Trioza neolitseacola är en insektsart som beskrevs av Yang 1984. Trioza neolitseacola ingår i släktet Trioza och familjen spetsbladloppor. Inga underarter finns listade i Catalogue of Life.